# فريدريك كومبز
فريدريك كومبز (بالإنجليزية: Frederick Coombs)‏ هو مؤلف ومصور وكاتب أمريكي، ولد في 1803 في لندن في المملكة المتحدة، وتوفي في 9 أبريل 1874 في نيويورك في الولايات المتحدة.